# میو ناکامورا
میو ناکامورا (انگلیسی: Miu Nakamura؛ زاده ۱۴ مارس ۱۹۹۱) یک مانکن اهل ژاپن است. 